# Љупчо Јордановски
Љупчо Јордановски (Штип, 13. фебруар 1953 — Скопље, 7. октобар 2010) је био македонски политичар.

## Биографија
По професији је сеизмолог. Био је шести председник Собрања Северне Македоније. Током 2004. године кратко је био вршилац дужности Председника Северне Македоније. Дужност је преузео након што је председник Борис Трајковски настрадао у авионској несрећи у близини Мостара.
Био је ожењен и отац троје деце. У 1975. је постао дипломирани електро-инжењер електротехнике на Универзитету у Загребу. Докторирао је на Универзитету Јужне Калифорније у Сједињеним Америчким Државама 1985. године. Био је активан на политичкој сцени Северне Македоније током 2000-их. Преминуо је 7. октобра 2010. у Скопљу.